# Medical Nemesis
Medical nemesis – opracowanie autorstwa Ivana Illicha z 1974 poświęcone krytyce współczesnej medycyny i instytucjonalnej opieki zdrowotnej.
Illich w swoim dziele poddał krytyce postępującą w historii najnowszej instytucjonalizacje ochrony zdrowia, która czyni medycynę bardzo kosztowną, a jednocześnie nieskuteczną, zarówno w wymiarze jednostkowym, jak i społecznym (motto publikacji brzmiało: Zakład medyczny stał się poważnym zagrożeniem dla zdrowia). Według autora, który powołał się na wyniki różnorakich badań, na stan zdrowotności człowieka wpływ mają przede wszystkim warunki jego bytowania (w tym tryb życia i stan środowiska), potem stan sanitarny i zabiegi higieniczne, a dopiero na trzecim miejscu oddziaływanie medycyny. Illich wykazuje, że konsumowane przez ludność usługi medyczne nie były nigdy i nigdzie związane w istotny sposób ze spadkiem zachorowalności lub wydłużeniem czasu życia człowieka. Na zmianę globalnej struktury zachorowalności wpływu nie miałyby mieć liczba lekarzy, zestaw środków klinicznych, czy też liczba łóżek w placówkach szpitalnych. Wśród metod diagnostycznych i terapeutycznych, które wytworzono za życia ostatnich dwóch pokoleń, bardzo nieliczne są skuteczniejsze od tradycyjnych metod leczniczych znanych już dawniej. Przyczyniają się one jedynie do zmiany patologii, częstokroć jedynie przedłużając cierpienie lub je nasilając. Według autora opracowania lepsza opieka zdrowotna nie będzie zależeć od jakiegoś nowego, wprowadzonego standardu terapeutycznego, ale od poziomu chęci i kompetencji do zaangażowania się w samoopiekę.
Książka Illicha została w większości zignorowana przez środowiska medyczne.